# Pegasus Field

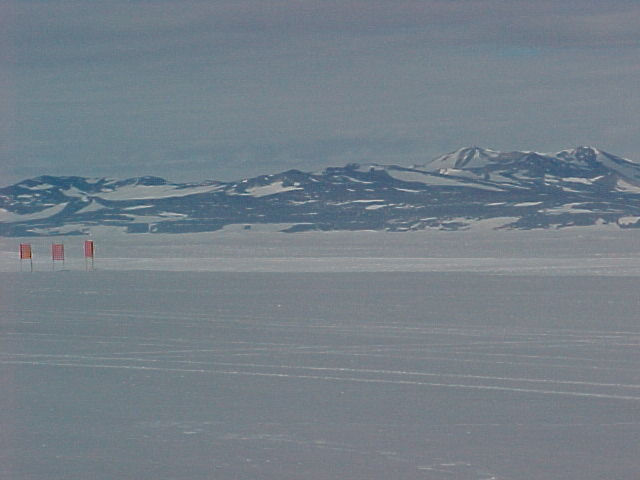
Vue de la piste de Pegasus Field

Pegasus Field (code OACI : NZPG), est la plus australe des trois pistes d'atterrissage de la base antarctique McMurdo. Cette piste de glace blanche terminé en 1992 est utilisée par les appareils à roues qui ne peuvent pas atterrir sur la piste de Williams Field, plus fréquentée et faite de neige donc nécessitant des skis, jusqu'à un ultime vol le 8 décembre 2016. Elle est remplacée par Phoenix Airfield (en).

## Dénomination
Pegasus Field a été nommé en honneur d'un C-121 Lockheed Constellation baptisé Pegasus (« Pégase ») qui y est encore visible après qu'il s'y fut écrasé le 8 octobre 1970 ne faisant aucun blessé.

### Sources
- (en) Cet article est partiellement ou en totalité issu de l’article de Wikipédia en anglais intitulé « Pegasus Field » (voir la liste des auteurs).
- (en) Malcolm Mellor et Charles Swithinbank ; « The McMurdo "Pegasus Site" » ; Airfields on Antarctic Glacier Ice ; CRREL ; 1989
- (en) R7V-1 / R7V-1P / C-121J "Constellation" "Connie"
- (en) Sidney Draggan ; Installation of runway-Pegasus ; Division of Polar Programs ; National Science Foundation ; 3 octobre 1990
- (en) Runway Project Clears the Way for Improved Antarctic Airlift ; Office of Legislative and Public Affairs ; National Science Foundation ; 20 février 2002